# 鄭柄宙
鄭 柄宙（朝鮮語読み:チョン・ピョンジュ、ハングル:정병주、日本語読み:てい・へいちゅう。1926年 10月6日-1989年3月4日？）は大韓民国の軍人。慶尚北道出身。
鄭昇和陸軍参謀総長（戒厳司令官）が拘束された粛軍クーデターの際には特戦司令官として陸軍本部（正規軍）側の中心人物であったが、全斗煥保安司令官ら秘密組織「ハナ会」の主導するクーデター勢力により、張泰玩首都警備司令官らとともに拘束・予備役編入を余儀なくされた。

## 経歴
- 1964年～1965年：第6師団参謀長（このときの師団長は金載圭）。在任中に准将に昇進。
- 1965年12月～1966年1月：国防部作戦次官補。
- 1966年1月～1967年8月：第6軍団参謀長。
- 1967年8月～：1971年4月：第1空輸特戦団長。在任中、第1空輸特戦団は東海岸警備司令部隷下に新設された第1、第2遊撃旅団と統合されて特殊戦司令部が創設され、引き続き同司令部麾下となった第1空輸特戦団の団長を務める。
- 1971年4月～：第12師団長（1972年4月まで）→第11師団長（1974年8月まで）。
- 1974年8月～12月：少将に昇進の上大統領警護室次長に就任。同年12月から特殊戦司令官に就任。

1979年12月12日、国軍保安司令官の全斗煥少将らが主宰する秘密組織「ハナ会」が主導する粛軍クーデターが発生した際には、首都警備司令官の張泰玩少将らと共に陸軍本部（正規軍）側の中心人物としてクーデター鎮圧を試みた。しかし、首都圏に駐留していた特殊戦司令部麾下の4個旅団のうち3個旅団の旅団長がハナ会メンバーでクーデターに参加し、更に北朝鮮の南侵の脅威やソウルを戦場にする可能性を避けたい陸軍本部の思惑などによってクーデター鎮圧は上手くいかず、結局特殊戦司令部がクーデター勢力側の第3空輸特戦旅団に強襲されたことで拘束された。
1980年に強制的に予備役編入させられた後は、同じように強制的に予備役編入させられた張泰玩と連絡を取り合った他、粛軍クーデターの不当性を訴え続けた。しかし1989年3月4日、楊州市の山中で首を吊った遺体として発見された。62歳没。
その死には謎が多く、軍当局は自殺と結論付けたものの、鄭柄宙自身は敬虔なカトリック教徒であり、また死の直前にも張泰玩と食事を共にしてクーデターの不当性を訴え続けようと話していたことなどから、他殺説も根強い。後年の民主化後に軍当局は再調査を行い、自殺とするには疑問点があったものの、証拠の乏しさから結局結論を出すことは出来なかった。

## 関連作品
映画
- 『ソウルの春』（2023年） - チョン・マンシクが鄭柄宙をモデルとしたコン・スヒョクを演じている。

テレビドラマ
- 『第5共和国』（2005年） - ミン・ウクが鄭柄宙を演じている。